# Вадас, Мария
Мария Вадас (венг. Vadász Mária; 1 января 1950, Кёрнье — 18 августа 2009, Будапешт), в девичестве Ванья (венг. Vanya) — венгерская гандболистка, бронзовый призёр Олимпийских игр 1976 года в Монреале, трёхкратный призёр чемпионатов мира.

## Награды и достижения
- Серебро Чемпионата мира — 1982
- Бронза Чемпионата мира — 1975,1978.
- Бронза Олимпийских игр — 1976
- Чемпионка Венгрии — 1972, 1973, 1974, 1975, 1976, 1977, 1978, 1979, 1980, 1982, 1984
- Обладательница Кубка Венгрии — 1971, 1974, 1976, 1978, 1979, 1980, 1982
- 1977 — лучшая гандболистка Венгрии.